# Ахметово (Благоварський район)
Ахме́тово (рос. Ахметово, башк. Әхмәт) — присілок у складі Благоварського району Башкортостану, Росія. Входить до складу Кучербаєвської сільської ради.
Населення — 139 осіб (2010; 154 в 2002).
Національний склад:
- башкири — 78 %